# Deerness
Deerness är en halvö i Storbritannien.   Den ligger i kommunen Orkneyöarna och riksdelen Skottland, i den norra delen av landet, 800 km norr om huvudstaden London. Deerness ligger på ön Orkney Islands.